# Habrotrocha minuta
Habrotrocha minuta är en hjuldjursart som först beskrevs av Murray 1908.  Habrotrocha minuta ingår i släktet Habrotrocha och familjen Habrotrochidae. Inga underarter finns listade i Catalogue of Life.